# Willard Frank Libby
Willard Frank Libby (født 17. december 1908, død 8. september 1980) var en amerikansk kemiker, mest kendt for sin rolle i udviklingen af Kulstof 14-datering, en metode hvor isotopen kulstof-14 bruges til at bestemme alderen på arkæologiske fund.